# Індустрія (Ленінськ-Кузнецький міський округ)
Інду́стрія (рос. Индустрия) — селище у складі Ленінськ-Кузнецького міського округу Кемеровської області, Росія.

## Населення
Населення — 15 осіб (2010; 24 у 2002).
Національний склад (станом на 2002 рік):
- росіяни — 96 %